# Sundøybrua
Die Sundøybrua ist eine Straßenbrücke in der norwegischen Kommune Leirfjord in der Provinz Nordland, die die Dörfer Sundøy und Kvalnes im südwestlichen Teil der Insel Alsta mit dem Festland verbindet.

## Lage
Die Dörfer Sundøy und Kvalnes werden durch die über 1000 m hohen Berge der Sieben Schwestern von dem größeren Teil der 30 km langen Insel Alsta abgeschnitten, der zur Kommune Alstahaug gehört. Die Brücke führt die schmale, Sundøyveien genannte Landstraße Fv7341 in großer Höhe über die Meerenge zwischen dem Leirfjord und dem Vefsnfjord. Die Straße hat keine direkte Verbindung zu der unter der Brücke am steilen Felsufer vorbeiführenden Straße, der ehemaligen Fv78, sondern zweigt 700 m landeinwärts von der höher gelegenen Landstraße Ottingsveien ab. (Die Fv78 wird seit dessen Eröffnung am 22. November 2014 durch den 10,7 km langen, weiter nördlich verlaufenden Toventunnel geführt; die alte, dem Fjordufer folgende Strecke ist seither durch die Sperrung des Korsnestunnels – eines von vier Tunneln in ihrem Verlauf − nicht mehr durchgängig befahrbar.) 
Der größere Teil der Insel Alsta ist seit 1991 über die Helgelandsbrua mit dem Festland verbunden. Nach längeren Diskussionen wurde beschlossen, dass auch die Bewohner auf der rückwärtigen Seite der Insel eine Brücke zum Festland bekommen sollten.

## Beschreibung
Die 538 m lange und 10,3 m breite Sundøybrua hat zwei Fahrspuren und einen schmalen Gehweg auf der Südseite. Die Brückendurchfahrtshöhe beträgt 43,5 m in einem 80 m breiten Bereich. Vor der Brücke sind automatische Anzeiger der Windgeschwindigkeit angebracht. Schräg über der Brücke quert die Freileitung zur Versorgung der Dörfer die Meerenge.
Die Brücke hat einen durchgehenden, gevouteten Spannbeton-Hohlkasten mit einer Stützweite von 298 m im Mittelfeld. Seine Bauhöhe variiert von 14,5 m an den Pfeilern bis zu 3 m in Feldmitte. Im Mittelfeld wurde hochfester Leichtbeton der Festigkeitsklasse LC60, in den Seitenfeldern Beton C65 verwendet.
Die aus zwei Lamellen bestehenden Betonpfeiler stehen auf 9 × 14 m großen Fundamenten, die auf dem gewachsenen Fels in 16 bzw. 19 m Tiefe gegründet wurden.
Die Brücke wurde von Aas-Jakobsen geplant und zwischen 2001 und 2003 ausgeführt.